# هرون فریرا
هرون فریرا (پرتغالی: Heron Ferreira؛ زادهٔ ۲۸ ژانویهٔ ۱۹۵۸) مربی فوتبال اهل برزیل است.